# Leggadina lakedownensis
Leggadina lakedownensis is een knaagdier uit het geslacht Leggadina dat voorkomt in Australië. Zijn verspreidingsgebied bestaat uit een aantal gescheiden populaties: de Pilbara in het noordwesten van West-Australië; Thevenard Island, iets ten westen van de Pilbara; het noordoosten van West-Australië tot het noordoosten van het Noordelijk Territorium; een aantal gefragmenteerde populaties in het noordoosten van Queensland. De eerste twee populaties werden vroeger tot de andere soort van het geslacht, L. forresti gerekend. Zijn habitat bestaat uit tropische savanne of nat grasland; in de Pilbara leeft hij ook in rotsachtigere gebieden.
Deze soort lijkt sterk op L. forresti, maar heeft een wat grijzere rug, die overgaat in de witte buik (bij L. forresti is er een abrupte overgang). Verder is de punt van de hoektanden bij L. lakedownensis meer naar voren gericht. Ook is L. lakedownensis iets kleiner. De rug is grijsbruin, geleidelijk overgaand naar de witte onderkant van het lichaam. Rond de ogen zit soms een bleke ring. De kop-romplengte bedraagt 65 tot 78 mm, de staartlengte 40 tot 50 mm, de achtervoetlengte 14 tot 16 mm, de oorlengte 11 tot 13 mm en het gewicht 15 tot 25 gram. Vrouwtjes hebben 0+2=4 mammae.